# Exacum
Exacum es un género de plantas con flores perteneciente a la familia Gentianaceae.  Comprende 162 especies descritas y de estas, solo 69 aceptadas.

## Taxonomía
El género fue descrito por  Carlos Linneo y publicado en Species Plantarum 1: 112. 1753.

## Especies aceptadas
A continuación se brinda un listado de las especies del género Exacum aceptadas hasta octubre de 2014, ordenadas alfabéticamente. Para cada una se indica el nombre binomial seguido del autor, abreviado según las convenciones y usos.	
| - Exacum affine - Exacum alberti-grimaldii - Exacum amplexicaule - Exacum anamallayanum - Exacum anisopterum - Exacum appendiculatum - Exacum arabicum - Exacum atropurpureum - Exacum axillare - Exacum bulbilliferum - Exacum caeruleum - Exacum conglomeratum - Exacum courtallense - Exacum darae - Exacum decapterum - Exacum dipterum - Exacum divaricatum - Exacum dolichantherum - Exacum emirnense - Exacum exiguum - Exacum fruticosum - Exacum giganteum - Exacum gracile - Exacum grande - Exacum hoffmannii - Exacum humbertii - Exacum intermedium - Exacum klackenbergii - Exacum lawii - Exacum linearifolium - Exacum loheri - Exacum lokohense - Exacum marojejyense - Exacum microcarpum - Exacum millotii - Exacum nanum | - Exacum naviculare - Exacum nossibeense - Exacum nummularifolium - Exacum oldenlandioides - Exacum pallidum - Exacum parviflorum - Exacum paucisquamum - Exacum pedunculatum - Exacum penninerve - Exacum petiolare - Exacum pteranthum - Exacum pumilum - Exacum quinquenervium - Exacum radicans - Exacum rotundifolium - Exacum saulierei - Exacum sessile - Exacum socotranum - Exacum spathulatum - Exacum speciosum - Exacum stenophyllum - Exacum stenopterum - Exacum subacaule - Exacum subteres - Exacum subverticillatum - Exacum sutaepense - Exacum tenue - Exacum teres - Exacum tetragonum - Exacum trinervium - Exacum umbellatum - Exacum undulatum - Exacum walkeri - Exacum wightianum - Exacum zombense |